# Synoecetes blancoburgensis
Synoecetes blancoburgensis är en stekelart som först beskrevs av Otto Schmiedeknecht 1914.  Synoecetes blancoburgensis ingår i släktet Synoecetes och familjen brokparasitsteklar. Arten är reproducerande i Sverige. Inga underarter finns listade i Catalogue of Life.